# Montanhac e Montpesat
Montanhac e Montpesat (en francès Montagnac-Montpezat) és un municipi francès situat al departament dels Alps de l'Alta Provença i a la regió de Provença – Alps – Costa Blava.

## Demografia
| 1962                                       | 1968 | 1975 | 1982 | 1990 | 1999 | 2006 |
| ------------------------------------------ | ---- | ---- | ---- | ---- | ---- | ---- |
| 208                                        | 193  | 162  | 215  | 279  | 321  | 399  |
| Des de 1962: població sense dobles comptes |      |      |      |      |      |      |

## Administració
| Període   | Identitat       | Partit |
| --------- | --------------- | ------ |
| 1971-1989 | Fernand Bagarre |        |
| 1989-2001 | Pierre Vernet   |        |
| 2001-2008 | Roger Reille    |        |
| 2008-     | François Greco  |        |